# مدرسه دیانت
مدرسه دیانت مربوط به دوره قاجار است و در قزوین، خیابان شهید انصاری، محله لرها واقع شده و این اثر در تاریخ ۱۸ اردیبهشت ۱۳۸۰ با شمارهٔ ثبت ۳۸۰۴ به‌عنوان یکی از آثار ملی ایران به ثبت رسیده است.